# Sárgafarkú skorpió
A sárgafarkú skorpió (Euscorpius flavicaudis) a pókszabásúak (Arachnida) osztályának skorpiók (Scorpiones) rendjébe, ezen belül a Euscorpiidae családjába tartozó faj.

## Előfordulása
A sárgafarkú skorpió a földközi-tengeri térség egész nyugati részén előfordul, ideértve Spanyolországot, Dél-Franciaországot, Korzikát, Olaszországot és Algériát. Az Alpokban is megtalálható 2000 méteres tengerszint feletti magasságig.

## Megjelenése
Ez a skorpiófaj elérheti a 4 centiméteres hosszúságot. A skorpiónak két erős csáprágója van, végükön ollókkal, melyek tapogatóként vagy a zsákmány megfogására szolgálnak. Az állatnak négy pár lába van. A szelvényes potroh alkotja a csúcsban végződő farkat a méregtüskével, amely támadásra és védekezésre egyaránt szolgál. A skorpió sárgás színű. Szájszervei nagyon kicsik; a skorpió kénytelen ollóival feldarabolni a zsákmányát, mielőtt megeszi.

## Életmódja
A sárgafarkú skorpió magányos lény. Tápláléka pókok, legyek, lepkék és más rovarok. Az embernek nem árt a szúrása. Az állat elérheti az 5 éves kort is.

## Szaporodása
Az ivarérettséget 7-8 hónapos korban éri el. A párzási időszak az év legmelegebb hónapjaiban van. A „vemhesség” akár egy évig is tarthat. A nőstény elevenszülő, az utódok teljes kifejlettségükig 7-8-szor vedlenek. Egyszerre 30 utódot is „szülhet” a nőstény. Születésük után az utódok anyjuk hátára másznak.